# Grande famine du Mont-Liban
La Grande Famine du Mont-Liban (en arabe : مجاعة لبنان, ou Kafno en syriaque : ܟܦܢܐ ) qui a sévi pendant la Première Guerre mondiale a entraîné la mort de près de 150 000 habitants du Mont-Liban — ancienne province ottomane située dans le Liban actuel —, sur une population totale de 415 000 habitants. Les victimes sont en majorité des chrétiens et des druzes. Des forces alliées de l'Entente, la France et l'Angleterre, ont pratiqué un blocus naval en Méditerranée orientale pour affaiblir l'effort de guerre ottoman, comme elles l'avaient fait en Europe dans le but d'étrangler l'économie de l'Empire allemand et de l'Empire austro-hongrois ; ce blocus empêche l'approvisionnement par voie maritime. La situation est aggravée par Djemal Pacha, commandant de la quatrième armée de l'Empire ottoman, qui réquisitionne les produits agricoles de la Syrie voisine destinés au Liban afin de ravitailler les troupes ottomanes, et pratique de fait un blocus terrestre. Des spéculateurs libanais contribuent à entretenir la pénurie en stockant les denrées alimentaires pour faire monter les prix. À ces facteurs humains s'ajoutent une catastrophe naturelle : l'infestation de criquets dans l'Empire ottoman en 1915 qui atteint le Liban et dévore les récoltes.
L'explication populaire de la famine qui a longtemps prévalu au Liban privilégie une seule cause, la politique de l'Empire ottoman, qui aurait provoqué une crise alimentaire sans précédent ; jusqu'à attribuer aux Ottomans une volonté génocidaire d'extermination des populations maronites, semblable à celle qui a conduit au génocide arménien et au génocide syriaque et assyrien. L'historiographie actuelle invoque une pluralité de facteurs pour rendre compte de la tragédie ; elle considère qu'il n'y a pas de preuve d'une intention des Ottomans d'affamer la population ; elle met l'accent sur le rôle du blocus anglo-français. Toutefois, la hiérarchie des responsabilités, en particulier celles des forces alliées de l'Entente et des Ottomans, ne fait pas consensus.
La famine de 1915-1918 constitue un traumatisme majeur dans l'histoire du pays. Il y a eu plus de morts pendant cette période que durant la guerre du Liban, pour une population dix fois moins nombreuse. Après de longues décennies d'occultation de cette tragédie, des travaux universitaires plus nombreux tentent de faire la lumière sur cet événement historique de premier plan et un mémorial de la Grande Famine de 1915-1918 est érigé à Beyrouth.

## Le Mont-Liban en 1914

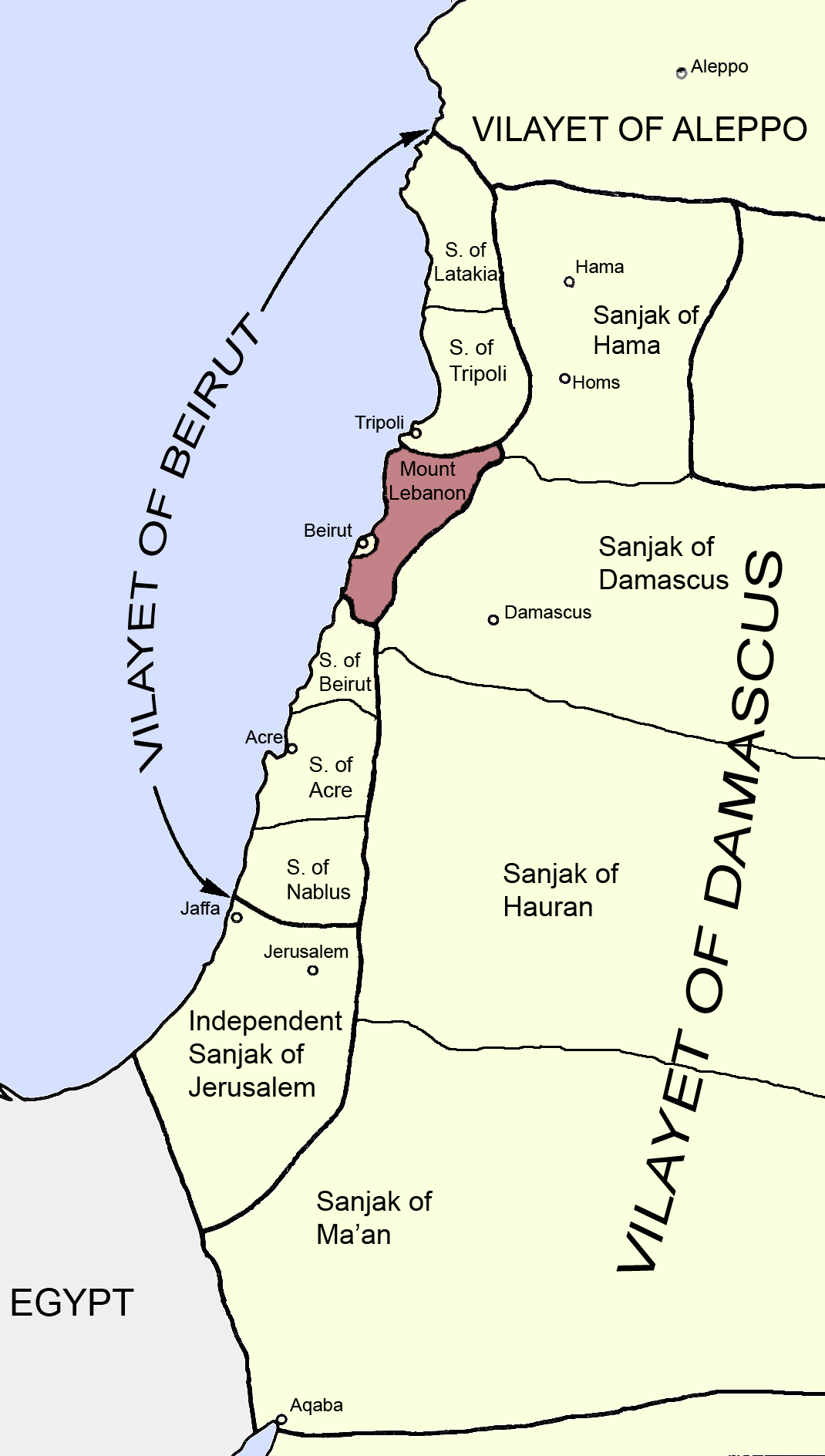
Le Mont-Liban, en rouge, au sein de l'Empire ottoman.

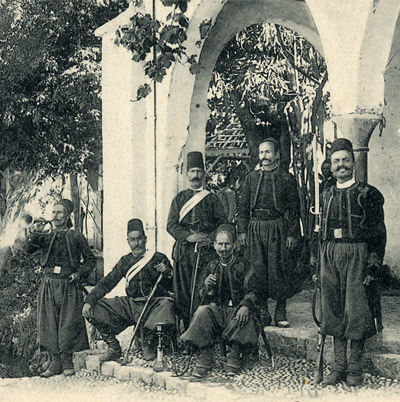
Soldats libanais pendant la période de semi-autonomie dans la Mutasarrifia du Mont-Liban (1861-1914).

La circonscription du Mont-Liban dans l'Empire ottoman couvre approximativement un tiers de la superficie du Liban actuel : 3200 km2, alors que le Liban actuel a une superficie de 10 452 km2. Elle forme depuis 1861 une subdivision semi-autonome de l'Empire ottoman appelée la Mutasarrifiya du Mont-Liban ; ce statut particulier a été conçu à la suite du massacre par des druzes de chrétiens gréco-catholiques maronites et melkites en 1860 ; les pressions exercées par les grandes puissances de l'époque (Grande-Bretagne, France, Russie et Prusse), ont conduit la Sublime Porte à créer une province semi-autonome, la « moutassarifiya », dirigée par un gouverneur ottoman chrétien, en fonction de critères communautaires. En novembre 1914, les troupes ottomanes occupent le Mont-Liban, et en 1915, le gouverneur arménien catholique Ohannes Kuyumjian Pacha est remplacé par le gouverneur grec musulman Djemal Pacha.
Dans la seconde moitié du XIXe siècle, les évolutions sociales au Mont-Liban sont marquées par la disparition progressive des structures féodales au profit d'une petite et moyenne paysannerie propriétaire de lopins de terre. Cependant, ces couches sociales sont marquées par la précarité et seront les principales victimes de la Grande famine.
Vers 1900, l'économie du Mont-Liban dépend du commerce qui passe par le port de Beyrouth. Le Mont-Liban s'est spécialisé dans l'élevage de vers à soie, destinés à l'exportation vers l'Europe. Les céréales sont importées de la Bekaa et de la Syrie intérieure. La spécialisation dans la production de la soie est la source de la prospérité de la Moutassarifat, qui permet son rayonnement culturel, mais elle est aussi sa faiblesse. La population du Mont-Liban paiera d'un prix exorbitant sa dépendance alimentaire durant la Grande Guerre. La région produit également du savon et cultive certains produits agricoles tels que le tabac, les olives. Les fonds envoyés par la diaspora libanaise, installée en Amérique notamment, sont importants.

## Nombre de morts pendant la Grande Famine

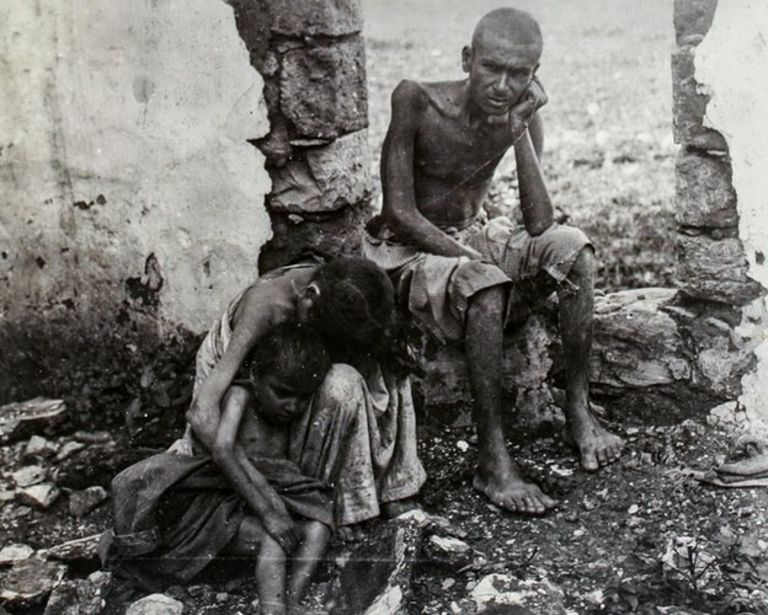
Un homme pendant la famine au Liban.

Le démographe Youssef Courbage estime à 155 000 le nombre de morts lors de la famine du Mont-Liban sur une population totale de 415 000 habitants, ce qui représente un taux de décès de 37 %. Son étude prend appui sur les recensements de la population de 1913 et 1921, et tient compte de facteurs de décroissance autres que la famine, comme l'émigration et la chute des naissances. Les Libanais n'ont pas participé aux combats pendant la guerre, l'Empire ottoman n'ayant pas remis en cause l'exemption du service militaire dont bénéficiaient les habitants de cette région semi-autonome.
Selon l'historien Graham Pitts, « le Liban a souffert un taux de décès plus élevé que toute autre nation pendant la Première Guerre mondiale. Un Libanais sur trois, soit 150 000 âmes environ, n’a pas survécu à la guerre ». À titre de comparaison, en France, le taux de décès est de 3,5 % durant la même période, et au Royaume-Uni, de 1,9 %.
Les estimations ont pu varier cependant selon les auteurs, allant de 80 000 morts à 240 000 morts. Tous les chiffres incluent les morts des épidémies ; la famine a rendu la population plus vulnérable au typhus, au choléra et à la malaria.
Le Liban central (Jbeil, Batroun, Kesrouan) est le plus touché par la famine, en raison de son relatif enclavement et de son relief rocailleux. Les régions les moins atteintes sont celles situées sur les grands axes de communication : le sud du Mont-Liban, notamment le Chouf et le Metn, qui bénéficient de la route ferroviaire Beyrouth-Damas, et de terres fertiles ; le nord du Mont-Liban, proche de Baalbek et de Tripoli. À Beyrouth, 20 % de la population aurait péri de faim, contre 30 à 60 % dans des villages de l’arrière-pays de Batroun.
Le Mont-Liban étant peuplé majoritairement de chrétiens (à 80 %), la plupart des victimes sont chrétiennes. Les non-chrétiens, minoritaires, sont également touchés : des druzes, très présents dans le Chouf et le Metn, et dans une moindre mesure des chiites et des sunnites.
Les milliers de cadavres étaient ramassés par les charrettes de la « baladiyeh » (municipalité) puis enterrés dans des fosses communes.

## Causes de la famine
La Première Guerre mondiale est le facteur principal à l'origine de la pénurie et de la cherté des denrées alimentaires.

### Blocus des côtes par les flottes des Alliés
Lorsque la Première Guerre mondiale éclate en 1914, l'Empire ottoman est allié des empires centraux : Allemagne, Autriche-Hongrie.
La politique de blocus, mise en œuvre par la Grande-Bretagne contre l'Allemagne, a été étendue à l'Empire ottoman. Les Alliés entreprennent un blocus maritime des côtes méditerranéennes, de l'île de Samos à l'Égypte, dès décembre 1914 pour empêcher l'approvisionnement des denrées venant d’Égypte, craignant que celles-ci ne tombent entre les mains des Ottomans et de l’armée allemande qui avait des troupes dans la région. Le blocus a compromis le commerce de la soie du Mont-Liban, colonne vertébrale de l'économie.
L'historienne Laura C. Robson rappelle l'argument du Premier ministre britannique David Lloyd George en faveur du blocus : « Si nous maintenons le contrôle des mers sans réellement percer à terre, les puissances centrales pourraient à la fin être affamées et se soumettre. C'est un calcul impitoyable, mais la guerre est une cruauté organisée ». Selon cette spécialiste, l'objectif du blocus anglo-français était bien d'affamer les civils en vue de provoquer la chute de l'Empire ottoman. Pour d'autres historiens, en revanche, Britanniques et Français n'avaient pas prévu des conséquences aussi dévastatrices qu'elles l'ont été pour les populations de l'Empire, notamment pour les chrétiens du Liban, dont les sympathies allaient vers les puissances de l'Entente. La France était censée jouer le rôle de protectrice des chrétiens orientaux ; embarrassée, elle tenta de nier durant la période du mandat son rôle dans la crise alimentaire au Liban, et de rejeter la responsabilité de la famine sur les autorités ottomanes exclusivement, leur prêtant une volonté exterminatrice.
Entre 1916 et 1918, la France a certes offert des secours aux populations libanaises, à partir de l'île d'Arouad ; le patriarche maronite ayant demandé un crédit pour acheter de la nourriture, 24 000 livres sterling en tout ont été transférées clandestinement de l'île d'Arouad aux chrétiens du Mont-Liban ; de plus, 300 réfugiés qui avaient rejoint l'île à la nage ont été recueillis.
Cependant, la France a aussi empêché une mission humanitaire américaine de parvenir au Liban,. Elle a exclu la possibilité d'un «ravitaillement armé», qui supposait une opération militaire à Tripoli. Selon l'historien Yann Bouyrat, «la survie des Libanais a été sacrifiée sur l’autel des impératifs stratégiques de la France», qui donnaient la priorité à la lutte contre Puissances centrales. Selon l'historien Graham Pitts, la propagande française a cherché à transformer en atout le handicap politique que constituait la famine ; elle a vu dans la famine un moyen de « rendre les Turcs odieux dans tous les pays arabes », et de favoriser ainsi l'instauration du mandat français.
La responsabilité de l'Angleterre serait la plus grande dans le maintien d'« un blocus d'autant plus criminel qu'il s'est prolongé jusqu'à l'automne 1918, date à laquelle l'issue de la guerre ne faisait plus aucun doute». La France aurait proposé un allègement du blocus, que l'Angleterre aurait refusé,.
Le rôle primordial joué par le blocus allié dans l'épisode de famine a été mis en évidence dès 1992 dans une étude de Linda Schilcher, qui a marqué un tournant par rapport au discours traditionnel sur la responsabilité politique des Ottomans.

### Réquisition des denrées par les autorités ottomanes
Pour compenser les effets du blocus allié, les Ottomans adoptent une politique de réquisition sévère par laquelle tous les approvisionnements alimentaires sont prioritaires pour l'armée. Le gouvernement ottoman s'approprie tous les services ferroviaires de l'Empire ottoman à des fins militaires, ce qui perturbe l'approvisionnement en récoltes dans certaines parties de l'empire. Les armées allemande et autrichienne détournent les productions agricoles syriennes vers le front occidental, et font obstacle elles aussi à l'importation de vivres au Mont-Liban. L'une des premières villes à être frappée par la pénurie de céréales fut Beyrouth.
Aux besoins matériels des Ottomans durant la guerre s'ajoutent les soupçons de déloyauté à l'égard des populations arabes, qu'elles soient chrétiennes ou musulmanes. De fait, les sympathies d'une partie de la population du Mont-Liban allait à l'Entente. Certains diplomates français comme François Georges-Picot étaient favorables à un débarquement allié au Levant ; la Grèce souhaitait soutenir une révolte contre les Ottomans et avait proposé de distribuer 10 000 fusils aux habitants de la région. Ce sont là des raisons supplémentaires pour les autorités ottomanes d'empêcher des approvisionnements qui pouvaient être détournés et servir à renforcer un camp ennemi,.
Les historiens soulignent l'incompétence des autorités ottomanes dans la gestion de la crise,, et le mépris pour les populations civiles, sacrifiées au nom de la suprématie des objectifs militaires.
Le gouverneur ottoman Ohannes Kuyumjian Pasha avant son départ fin 1915 laisse passer des céréales d'Alep en Syrie vers Beyrouth et la montagne libanaise, mais cet effort très insuffisant n'atténue pas les effets de la famine.
La thèse d'un génocide des chrétiens du Mont-Liban qui aurait été prémédité par les autorités ottomanes est rejetée par la plupart des historiens modernes, pour plusieurs raisons. D'une part, les preuves d'une volonté exterminatrice font défaut. D'autre part, le gouverneur ottoman du Liban entre 1915 à 1917, Djemal Pacha, quoique tyrannique, n'adhère pas à la ligne politique du gouvernement d'Istanbul ; il négocie secrètement avec la France, et planifie la modernisation du Liban. De plus, la dépendance du Mont-Liban à l'égard des importations de céréales a rendu sa situation particulièrement critique dans une période de double blocus. Enfin, la famine a frappé durement, de manière certes inégale, d'autres régions de l'Empire ottoman. 500 000 personnes sont mortes de faim dans la Grande Syrie ottomane, ; Damas a connu la famine. Non seulement le Mont-Liban, mais le littoral syro-palestinien (jusqu'à Acre et Haïfa au sud) a été atteint. .

### Spéculation financière interne
Des notables et accapareurs libanais aggravent la situation. C'est le cas notamment des commerçants Salim 'Ali Salam et Michel Bey Sursock auxquels Djemal Pacha s'était adressé pour conduire la politique économique durant la période de la guerre.
Les prix des produits alimentaires ont été multipliés par 27. Le prix du rotol (unité de mesure utilisée à l’époque, équivalent à 2 kg et demi) de farine, de blé, et de maïs passe de 6 à 8 piastres à 230 piastres. De même le prix de la « samneh » (beurre oriental), de l’huile, des oignons, des pommes de terre, du savon, atteint les centaines de piastres.
Selon Graham Auman Pitts, la formation au Liban d'une élite capitaliste corrompue qui contrôle l'État et en accapare les revenus constitue un legs de l'Empire ottoman. Salim 'Ali Salam et Michel Bey Sursock faisaient partie de cette élite ; il s'étaient enrichis avant la guerre en détournant les revenus engendrés par la production de la soie ; pendant la guerre, ils s'enrichirent grâce au monopole qu'ils détiennent du commerce des céréales. La famine était propice à la constitution de monopoles. Les notables beyrouthins élus au parlement ottoman, proches des autorités de l'Empire ottoman, après avoir tiré bénéfice de la famine, sont parvenus à maintenir leur domination économique et sociale après la Première Guerre mondiale. Toujours selon cet historien, la thèse d'une extermination de la population planifiée par les Ottomans servait les intérêts de cette catégorie de notables libanais ; elle a désigné un ennemi étranger commun, et « aidé l'élite à maintenir son hégémonie en tant que classe dirigeante ».
L'historienne Melanie S. Tanielan étudie pour sa part les activités caritatives des épouses des notables libanais. Ces femmes ont essayé de secourir la population affamée. La chercheuse affirme que l'Empire ottoman a fait obstacle à leurs tentatives de remédiation. Au contraire, selon l'historien Graham Auman Pitts, «ces efforts de secours ostentatoires détournaient l'attention des profits de guerre réalisés par l'élite ».
La famine a aggravé les inégalités sociales héritées du système instauré par l'Empire ottoman, inégalités qui se sont maintenues au-delà de la Première Guerre mondiale.

### Infestation de criquets
L’invasion de sauterelles a ravagé les récoltes en 1915. Le Liban a été « plongé dans l’obscurité de ce nuage d’orthoptères » qui a éclipsé le soleil et semé la panique parmi la population, du 13 avril jusque fin juin 1915.

## Fin de la famine
La victoire des Alliés en 1918 rend possible la levée du blocus et l'afflux des secours. Les spéculateurs vendent alors les stocks qu'ils avaient accumulés. Après l'hécatombe, le sauvetage de la population par la France ne serait pas désintéressé selon des spécialistes.

### Aide humanitaire
L'aide d'urgence française, très importante, se déploie de novembre 1918 à mai 1919. Au cours de l'année 1919 s'ajoutent les aides en provenance d'Egypte, d'Amérique, ainsi que les secours offerts par la Croix-rouge britannique et américaine. La victoire des Alliés permet le retour des congrégations et des missions religieuses que les Ottomans avaient chassées. Début 1919, le ravitaillement se normalise, des distributions de vivres sont organisées ; le spectre de la famine est enfin écarté. En 1919, les émigrés libanais envoient des sommes conséquentes qui favorisent la reprise de l'activité économique.

### Aspects politiques

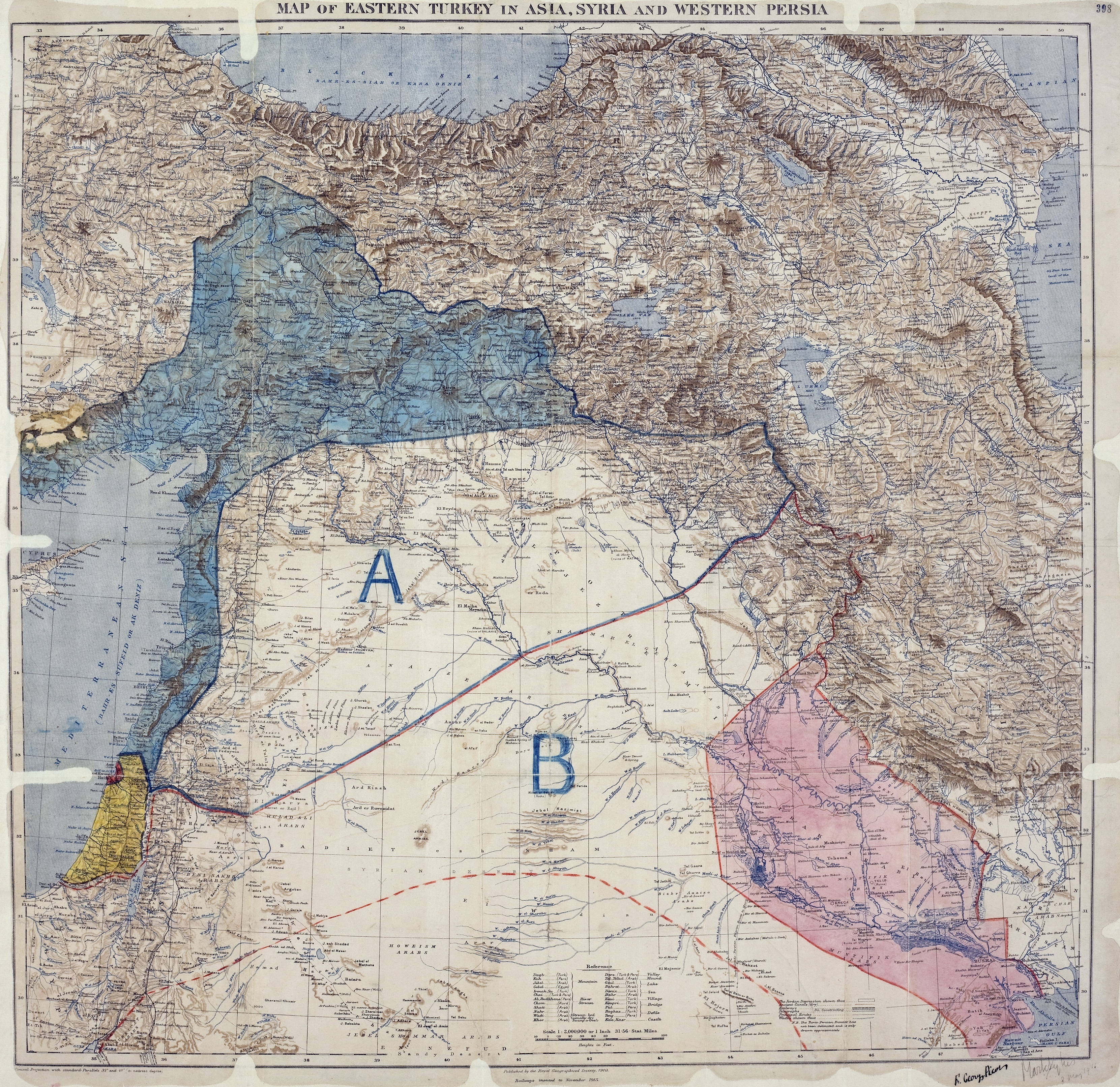
Carte des accords secrets Sykes-Picot conclus entre le Royaume-Uni et la France en 1916 ; le Liban se trouve dans la zone bleue française.

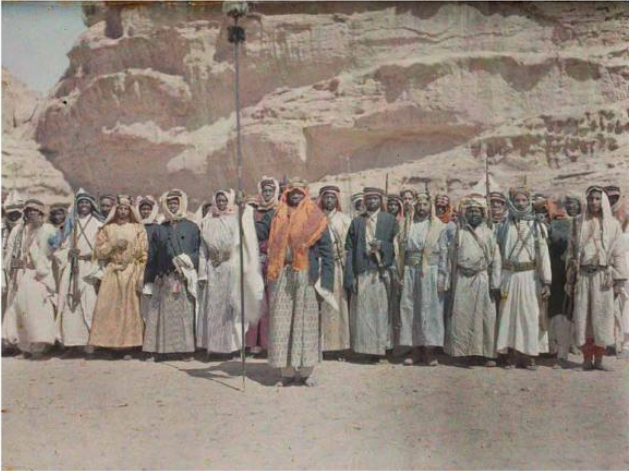
Combattants de la révolte arabe de 1916-1918 à Aqaba en Jordanie.

Des historiens soulignent les intérêts politiques en jeu dans l'aide française,. En novembre 1918, les positions militaires de la France au Levant étaient mal assurées face à l'Angleterre et aux troupes de la révolte arabe. Aussi, les secours apportés au Libanais devenaient nécessaires pour gagner la population et préparer une domination coloniale.
L'avenir du Levant, décidé en principe dès 1916 lors des accords Sykes-Picot, accords secrets conclus entre la Grande-Bretagne et la France, n'était toujours pas tranché, en réalité, fin 1918. D'une part, le rapport des forces militaires sur le terrain était bien plus favorable à l'Angleterre, qui disposait de 45 000 hommes du place, contre 8000 pour la France ; aussi, le Haut-Commissaire de la République française venu administrer le Liban et la Syrie était placé sous l'autorité de Lord Allenby, commandant en chef des troupes britanniques, conformément aux accords d'occupation signés à Londres fin septembre 1918. D'autre part, l'émir Fayçal, chef de la révolte arabe de 1916-1918, avait, à la tête de ses troupes, conquis Damas en octobre 1918 ; il souhaitait intégrer le Mont-Liban au vaste royaume arabe que les Anglais avaient promis à son père le chérif Hussein, en échange du soutien des Arabes à la cause des Alliés, contre les Ottomans (en 1915-1916, dans le cadre de la Correspondance McMahon-Hussein). Les secours accordés à la population libanaise étaient donc indispensables dans la perspective d'une mise en place d'un mandat français contesté, et toujours à l'état de projet.

## Conséquences politiques

Mandat français en Syrie et au Liban en 1920, issu de la zone bleue et de la zone arabe A des accords Sykes-Picot.

### Acceptation du mandat français
En instaurant un blocus maritime, les autorités françaises n'ont certes pas eu pour objectif d'affamer spécifiquement la population du Mont-Liban, elles ont même perçu la famine comme un facteur qui fragilisait la position de la France et risquait de lui aliéner ses alliés traditionnels au Levant. Cependant, le gouvernement français a œuvré pour tirer un bénéfice politique du dénuement de la population et de l'aide humanitaire, qui ont favorisé de fait l'établissement du mandat. Des nationalistes libanais se sont félicités en 1920 de la création du Grand Liban, alors même que leur pays tombait sous la domination d'un régime colonial. La capacité de résistance de certaines catégories de la population libanaise a pu être affaiblie par plusieurs années de famine. Les Français sont apparus comme des sauveurs parce qu'ils apportaient avec eux des denrées alimentaires.

### Tracé des frontières du Grand Liban
La famine a joué un rôle crucial dans le tracé des frontières du nouvel Etat qui se décide après la Première Guerre mondiale. Des frontières plus étendues que celles du Mont-Liban sont apparues comme une nécessité afin de doter le pays d'une plus grande autonomie alimentaire.
Au moment des négociations en vue de la création du Grand Liban par la France en 1920, le Patriarche Maronite Elias Hoayek allègue l'épisode de la famine pour demander l'intégration dans le nouvel État de région agricoles, la vallée de la Bekaa et les plaines du Akkar, qui permettraient d'approvisionner le Mont-Liban en cas de nouvelle crise alimentaire.
Le Grand Liban inclut en définitive, outre l'ancienne moutassarifat ottomane du Mont-Liban, des villes côtières qui n'y étaient pas comprises – Tripoli, Beyrouth, Saïda, et Tyr –, ainsi que Akkar et la Bekaa ; de ce fait, la mixité religieuse est bien plus marquée que dans le seul Mont-Liban où les chrétiens formaient 80% de la population.

## Récits, témoignages, poèmes

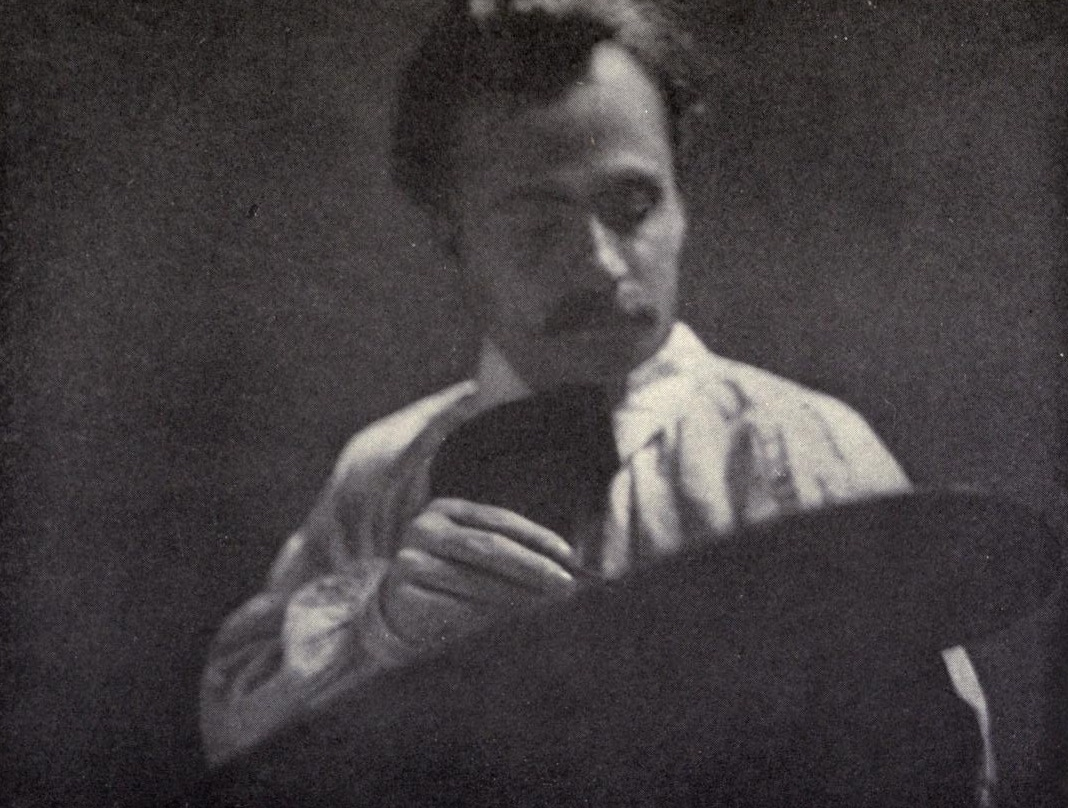
Gibran Khalil Gibran, auteur en 1916 d'un texte intitulé «Mon peuple est mort» (« Dead Are My People »).

Des récits publiés peu après la fin de la Grande Guerre ont rendu compte de scènes horribles de faim dans les rues du Liban.
Antun Yamin dans son ouvrage d'histoire en deux volumes publié en 1919, Le Liban pendant la Grande Guerre (Lubnan fi al-Harb) écrit à ce sujet un chapitre intitulé « Histoires qui secoueraient des rochers ». Le livre est par ailleurs très hostile aux Ottomans, qu'il juge «ennemis de la race arabe». Antun Yamin prête à un représentant du pouvoir ottoman les propos suivants : «Laissez mourir le Liban et Beyrouth pour que vive l'armée qui combat». L'oppression ottomane s'abat selon lui indistinctement sur les chrétiens et les musulmans. Dans le second volume, il modifie son approche et accable les spéculateurs libanais, «les Sursock, les Trad, les Asfar, les Bayhum, les Ghandour, les Georges Tabit, vendus aux Turcs, et qui festoient pendant que leurs compatriotes mendient les restes de la nourriture donnée aux chiens ». Là aussi, l'appauvrissement frappe sans distinction de religion. Il décrit des personnes affamées qui en arrivent à manger des détritus et de l'herbe.
Maqdisi, dans un ouvrage de 1919 intitulé La Grande Guerre (A’zam harb fi l-tarikh) parle de la famine sans l'instrumentaliser dans un sens anti-ottoman et nationaliste : il ne consacre qu'une seule page à l'exécution de nationalistes libanais par les Ottomans, et à la révolte arabe. Il note le fait que les Libanais et les Syriens étaient trop affaiblis et trop peu organisés pour se soulever ; ainsi, il n'y eut pas d'émeutes de la faim. Il explique la famine par la mauvaise gestion ottomane ; il souligne aussi la responsabilité des spéculateurs libanais qui réalisent des gains pendant cette période — «ce sont des criminels, écrit-il, pas de doute à ce sujet». Les sentiments de compassion se sont effacés, affirme-t-il, même chez les personnes les plus généreuses. Il évoque la panique qui s'est emparée de la population au moment de l'arrivée des rescapés du génocide arménien, parce que les Libanais craignaient de subir un sort semblable. La souffrance «a uni les musulmans et les chrétiens», écrit-il, même si, après la guerre, des différences se sont rétablies.
Butrus Khuweiri dans Voyage en Syrie pendant la Grande Guerre : dangers, horreurs et histoires extraordinaires (Al-Rihla al-Suriyya fi al-harb al-'umumiyya : Akhtar wa-ahwal wa 'aajib) (1921) décrit les squelettes ambulants qui marchent dans les rues. L'auteur dit qu'il se livre à une mission d'espionnage pour le compte de la France ; il veut contribuer à libérer la région des Ottomans ; selon lui, l'objectif des Turcs est d'exterminer par la faim non seulement les chrétiens mais aussi les musulmans du Levant — tous les Arabes. Il accorde cependant une certaine place aussi à l'invasion de criquets dans son compte rendu de la famine.
Yusuf Shalhoub, le célèbre poète auteur de zadjal, a évoqué la vie du peuple pendant la Première Guerre mondiale dans son œuvre publiée en 1918 intitulée Victime et sacrifice (Dahiyya wa tadhiya) qui comprend une section, «Le Monstre de la famine», «Ghoul al majaa», sur la famine qui a conduit certaines femmes à se prostituer pour acheter de la nourriture. Il souligne le fait que le peuple de la région n'était pas partie prenante dans la guerre, qui était celle de l'Empire, et non la sienne.

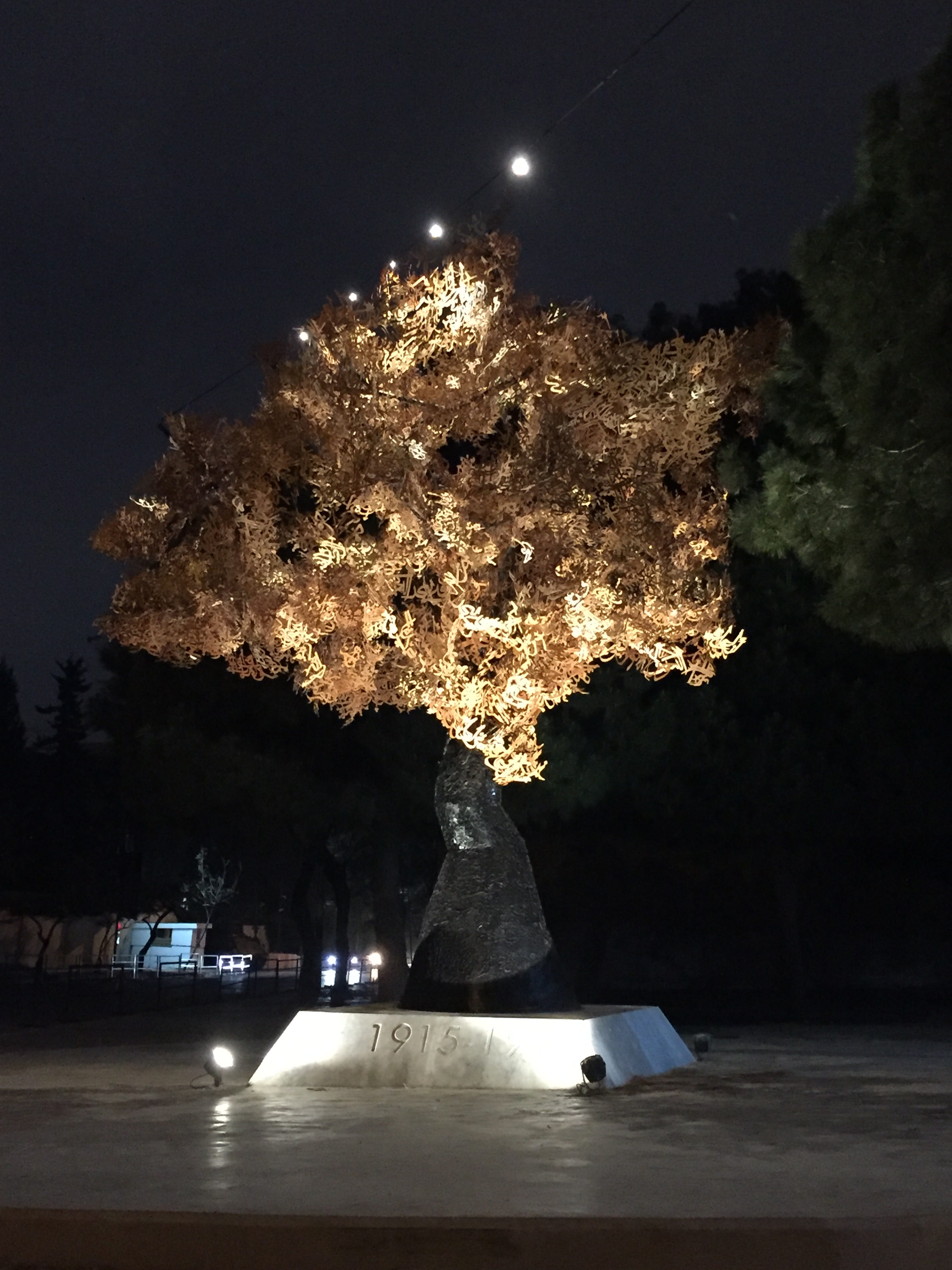
Mémorial de la Grande Famine à Beyrouth (2018).

Gibran Khalil Gibran, écrivain libanais anglophone de renommée internationale, qui vivait aux Etats-Unis, compose deux textes poétiques au sujet de la famine, «Mon peuple est mort» (« Dead Are My People » en 1916, dans une revue) dont des extraits sont calligraphiés sur l'Arbre de la mémoire en 2018, et Dans la nuit noire.
En 1939, Toufic Youssef Aouad publie Al-Raghif, Le pain, roman centré sur la période de la Première Guerre mondiale au Liban, et qui traite en partie de la famine. L'oppression ottomane et la faim conduisent les personnages à rejoindre la révolte arabe menée par l'émir Fayçal.

## Occultation et mémoire
La famine est souvent invisibilisée au niveau mondial, considérée comme un événement insignifiant, à la différence d'autres faits historiques réputés plus spectaculaires. Cependant, elle engage des logiques politiques, que ce soit au niveau local, régional ou international. La famine de 1915-1918 a été longtemps occultée dans la mémoire collective libanaise. Ainsi par exemple, la place des Martyrs, place la plus célèbre de Beyrouth, est nommée en hommage à une vingtaine de nationalistes libanais exécutés par les Ottomans en 1916, mais aucun monument ne rappelait le souvenir des 150 000 morts de la famine, événement contemporain de l'exécution de ces nationalistes,.
Depuis les années 1990, la recherche historique a fait de la famine dans la région de la Grande Syrie un objet d'étude, grâce à l'impulsion donnée par l'historienne Linda Schilcher. En 2014, une exposition de photos et d'autres documents inédits est organisée à Beyrouth et à Paris par l'historien libanais Christian Taoutel ; elle apporte un nouvel éclairage sur ce passé enfoui, à l’occasion du centenaire de la Première Guerre mondiale,. En 2018 est érigé le mémorial de la Grande Famine à Beyrouth, qui représente un «arbre de la mémoire», œuvre réalisée par l'artiste libanais Yazan Halwani.